# 珀訥特烏鄉
45°19′N 26°23′E / 45.317°N 26.383°E
珀訥特烏鄉（羅馬尼亞語：Comuna Pănătău, Buzău），是羅馬尼亞的鄉份，位於該國東南部，由布澤烏縣負責管轄，面積51平方公里，海拔高度413米，2007年人口2,754，人口密度每平方公里54人。